# Французов, Алексей Алексеевич
Алексей Алексеевич Французов (род. 16 октября 1971 года) — советский и российский гандболист, чемпион мира 1993 года.

## Карьера
Начал заниматься гандболом в 1983 году в ДЮСШ № 13, первые тренеры - А.П. Штефан и Н.Ф. Власов.
В 1988–1996 выступал в составе челябинского «Полёта». В 1996 окончил УралГАФК.
С 1997 по 2003 годы играл за клубы в Испании и Германии.

## Достижения
- Чемпион мира - 1993, Швеция.
- Победитель Суперкубка мира - 1995, Германия.
- Чемпион мира среди студентов - 1996, Турция.
- Серебряный призёр чемпионата мира среди студентов - 1994, Санкт-Петербург
- Серебряный призёр чемпионата России - 1993
- Бронзовый призёр чемпионата России - 1994